# Adolfo Winternitz
Adolfo Cristóbal Winternitz Wurmser (Viena, 20 de octubre de 1906-Lima, 17 de junio de 1993) fue un pintor y vitralista peruano de origen austriaco, radicado en Lima, Perú.

## Biografía
Adolfo Winternitz nació el 20 de octubre de 1906 en Viena. Su padre fue oriundo de Bohemia y su madre de Mannheim, Alemania. Desde muy temprana edad aprendió a tocar el violín y gracias a su gran talento, logró progresar rápidamente con este instrumento. Además, dibujó apasionadamente escenas medievales de caballería y caballos al natural. Más tarde, su padre lo enviaría con un retratista académico, aunque tuviera que olvidar todo después.
A la edad de quince años entró en la Academia de Bellas Artes de Viena, siendo inusitadamente joven. El entonces rector de la Academia de Bellas Artes, el escultor Joseph Müllner, reconoció el extraordinario talento del joven Winternitz, recomendando a su padre que lo eximiera de la escuela y lo mandara a la academia.
Hizo carrera académica hasta 1929, en la clase del joven profesor Karl Sterrer, donde estudiaría pintura, escultura y grabado. Fue introducido también en la filosofía de Chuang Tzu, de Rilke y del Bauhaus. Dejó el violín por algunos años. Su padre le facilitó a él y a su amigo, el pintor y dibujante Hans Fronius, diversos viajes de estudio a Alemania, Noruega, Dinamarca, Italia, Suiza y Suecia. Después de los ocho años académicos, y siguiendo el consejo de su profesor, salió del ambiente burgués de Viena y viaja por 3 meses, en invierno, a Venecia, acompañado por su amigo, el pintor Günther Baszel, quedando altamente impresionado por Italia. Vivió en Florencia. Pintó paisajes de Toscana, vistas de Florencia y durante sus vacaciones en Austria, retratos y composiciones figurativas.
En 1931, contrajo matrimonio en Viena, trasladándose posteriormente a Florencia. Los cuadros que pintó durante esa época reproducen la luz y la transparencia de los colores de Italia. 
En 1934, se trasladó a Roma. Sus paisajes reproducen el nuevo ambiente del centro de Italia. Visitó Palermo y quedó fascinado con los mosaicos bizantinos que lo influencian. En este punto, la idea de sus paisajes consistía en buscar la geometría del espacio paisajístico y urbano, es decir, transmitir la estructura oculta; además, trabaja con colores transparentes y tenues.
En 1935, el arribo de Sterrer a Roma introduce a Winternitz al taller de mosaicos del Vaticano. Aquí, el pintor austríaco realizó el mosaico “Anunciación” para la Capilla de las Religiosas Alemanas en Roma.
La conversión al catolicismo de Winternitz y su familia ocasionaron que adopte el nombre de Christoph en lugar de Gustav, aunque se llamaría más adelante como Adolfo Cristóbal Winternitz.
Realizó obras en formato grande, retratos de familia y más tarde pinturas de contenido religioso.
En enero de 1939 emigró con toda la familia a Lima, siguiendo el consejo de Monseñor Constantini, quien le previene del inminente estallido de la guerra y le informó acerca de una academia de arte en Lima, donde Winternitz podría enseñar, pero que nunca existió como tal. Durante el viaje de Génova al Callao, Winternitz desarrolló un nuevo método para la enseñanza del arte, que será la base de su futura academia en Lima.
En su arribo al Perú, conoció al Monseñor Fernando Cento y al reconocido intelectual Víctor Andrés Belaunde, quien lo presentó al rector de la Universidad Católica, padre Jorge Dintilhac.
Se abstuvo de pintar paisajes durante este tiempo: prefirió primero asimilar interiormente el ambiente, con la diversidad de los paisajes costeño, serrano y selvático, y precisamente, le impresionó sobre todo el serrano. Esta renuncia la entendió como una decisión positiva, que lo llevó a un desarrollo inesperado.
En ese mismo año dictó su primer cursillo (de agosto a diciembre) en el local del Centro de Estudiantes de la Universidad Católica, cuyo éxito convenció al Rector para apoyar la creación de la academia.
En 1942 tanto Winternitz y su esposa adoptaron la nacionalidad peruana.
En 1949 fundó y dirigió la Academia de Arte Católico con el apoyo de la Iglesia Católica, del movimiento Acción Católica y de las autoridades de la Universidad Católica.
El paisaje peruano tuvo gran influencia en sus pinturas. Hizo muchos viajes a Obrajillo, un pueblo serrano a 100 km y antaño a cinco horas de viaje de Lima. Su pintura se volvió progresivamente expresionista. Pintó pastoso, con los dedos y con espátula.
Trabajó con una fábrica de mármoles (adonde llevó también a sus alumnos) y trató de introducir el mosaico decorativo con antiguos motivos peruanos. Se dedicó también a la restauración de cuadros y al montaje de exposiciones (Exposición Amazónica, Exposición de Industria, Exposición Panamericana de Arquitectura).
En los años sucesivos los paisajes, retratos y autorretratos, los óleos con temas bíblicos (Apocalipsis) tuvieron un carácter fuertemente expresionista, y anticiparon ya futuros elementos (color, composición) de sus vitrales.
El primer vitral en vidrio-cemento se coloca en Lima, el rosetón para la Iglesia del Colegio de Santa Úrsula (1953). Esta nueva etapa inicia un segundo camino en su arte, así como su interés por la integración de las artes dentro del espacio público. Esto significa para Winternitz una estrecha colaboración entre cliente, arquitecto y artista. Desde esa perspectiva pueden contemplarse distintas obras de Winternitz ejecutadas en Lima y otros puntos del Perú, así como en Chile, Ecuador, USA, España, Alemania y Austria. 
En la segunda mitad de los años cincuenta, profundas vivencias interiores conducen a Winternitz a los primeros ensayos de pintura no figurativa. Al principio pinta todavía al óleo, y después descubre que la pintura gouache y la témpera exigen la figuración (como, por ejemplo, temas religiosos) y otras materias el arte no figurativo (vivencias interiores).
En 1960 Winternitz es nombrado profesor principal de la Facultad de Humanidades de la PUCP.
En 1961 Winternitz ganó el concurso internacional en Santiago de Chile para el diseño de seis vitrales en vidrio-cemento para la iglesia del Colegio del Verbo Divino, en Santiago, que se ejecutaron el mismo año. A partir de los vitrales de Chile se percibe un cambio en el estilo: las piezas de vidrio son más grandes y los vitrales, en general, más luminosos. Más tarde, Winternitz descubrió las posibilidades del uso del papel arroz para texturas y formas. Pinta en Obrajillo sus últimos paisajes del natural, en pastel.
En el año 1967 se sometió a una operación de cadera y debió guardar cama durante 6 meses. Durante este tiempo dicta un texto sobre su concepción del arte, su método y además llegó a proponer una nueva forma de enseñar composición.
Winternitz descubrió el bolígrafo (en negro) y comenzó a dibujar composiciones abstractas en claroscuro.
El estilo de Winternitz adoptó formas geométricas como símbolos para lo “transcendente”.
En 1980, viajó a París a la inauguración de la exposición en la sede de la Unesco sobre la Facultad de Arte, sobre el método de enseñanza, que es reconocido internacionalmente y elogiado por dicha Organización en 1979.
El programa de enseñanza (currículo) de la Escuela se moderniza y nivela con el estándar universitario; la Escuela pasa a ser Programa de Arte.
En 1984 el Programa de Arte pasa a ser Facultad de Arte y Winternitz es elegido Decano, cargo que ostentará con carácter vitalicio. 
Durante diversas estancias en Europa queda fascinado por la luz que se filtra en los bosques y pinta esos recuerdos con fuertes efectos de claroscuro.
En 1990 aparecen las primeras señales de su última enfermedad.
Durante los últimos años Winternitz pintó incansablemente, específicamente sobre lienzo, utiliza papel de arroz y témperas, veladuras al óleo o témpera barnizada.
En 1992 dictó su curso “Introducción al Arte”, dirigido a los alumnos del primer año, por última vez (marzo a junio).
En 1993 trabajó en la transcripción de su curso “Introducción al Arte” sobre la base de la transcripción de Luz Letts; se publica como “Itinerario hacia el Arte, XI Lecciones” ese mismo año por el Fondo Editorial de la PUCP; posteriormente es traducido al alemán y publicado en 2006.

## Fallecimiento
Dictó sus memorias a su hija Clara y las mismas fueron luego publicadas en el año 2013.				
En este mismo año, murió el 17 de junio y descansa en el Cementerio Británico de Callao, Perú.

## Matrimonio y descendencia
Adolfo Winternitz y su esposa Hannah Pollak de Winternitz (1905-1981) tuvieron 4 hijos: Clara Dorotea, María Elena, Cristóbal Andrés e Isabel.

## Obras
Su obra pasó por diferentes periodos y estilos, manteniendo al final una posición independiente de los movimientos de cada época.

### Vitrales

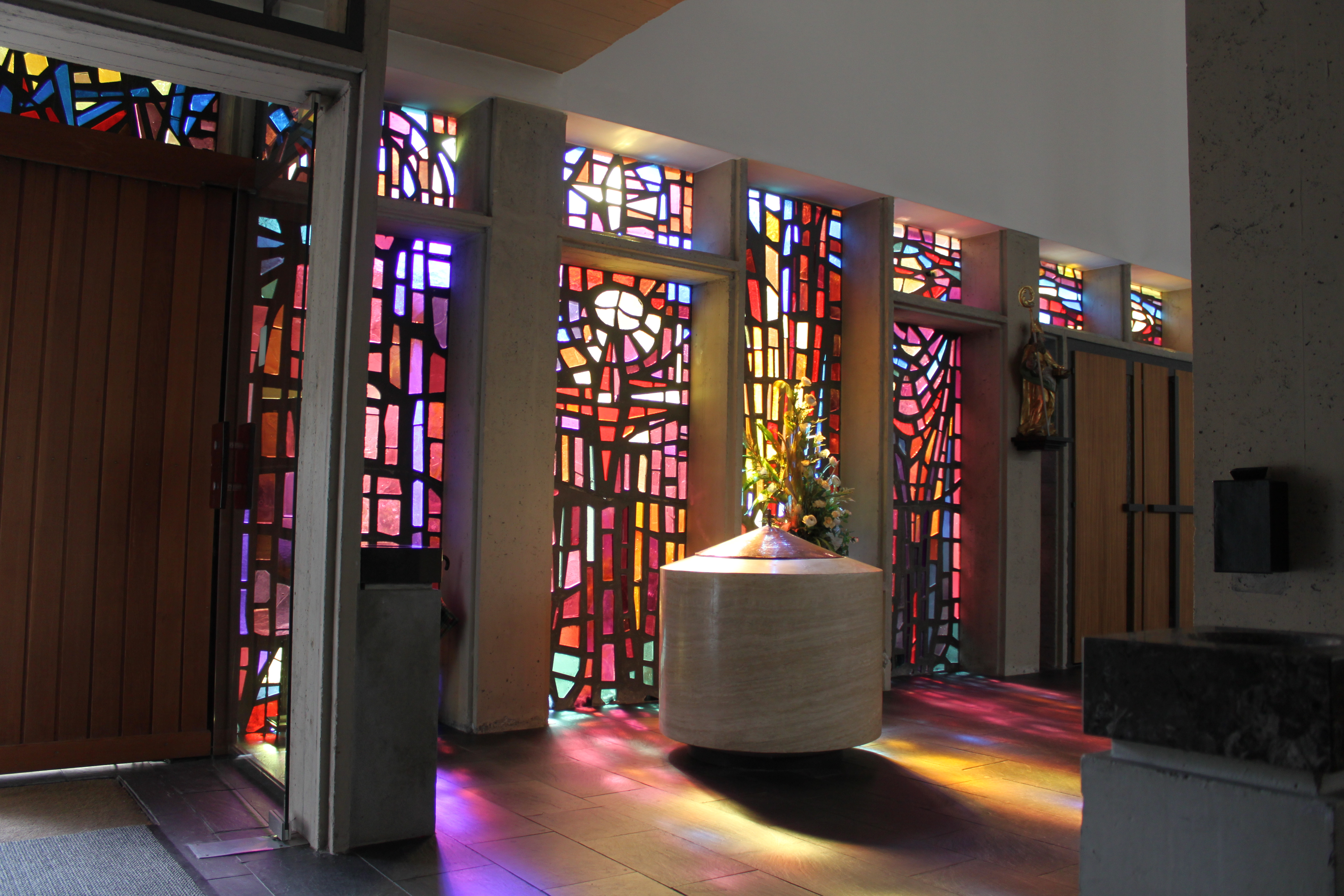
1962: Iglesia Parroquial de Gantschier, Austria: 5 vitrales en vidrio-cemento.

- 1938: Capilla de las Madres Alemanas en Monte Mario, Roma: Mosaico en piedra
- 1940: Iglesia Parroquial Santa Teresita, Lima: 2 murales (obra destruida)
- 1946/47: Colegio Militar Leoncio Prado, Lima: Mosaico en piedra
- 1951: Capilla del Colegio Mayor San Pablo, Madrid: Mosaico circular
- 1952/53: Capilla del Seminario San Isidoro, León, España: 6 mosaicos en mármol
- 1953: Iglesia del Colegio Santa Úrsula, Lima: Rosetón en vidrio-cemento
- 1955: Cementerio Baquijano, Callao: 2 mosaicos en piedra mármol
- 1957: Capilla del Seminario Santo Toribio de Mogrovejo, Lima: Mosaico en piedra-mármol
- 1957/59: Capilla del Cementerio Británico, Callao: 7 vitrales en vidrio-cemento y un mosaico
- 1957/60: Iglesia del Teologado de los Dominicos Alcobendas, Madrid: Vitral en vidrio-cemento (300 m²)
- 1957/1960: Iglesia Parroquial de Santa Rosa de Lima, Lima: 14 vitrales en vidrio-cemento y retablo del altar
- 1961: Iglesia Anglicana The Good Shepherd, Lima: 3 vitrales emplomados y pintados
- 1961: Iglesia Parroquial Am Gellertplatz, Viena, Austria: Vitral en vidrio-cemento
- 1961: Iglesia del Colegio del Verbo Divino, Santiago de Chile: 6 vitrales en vidrio-cemento
- 1962: Iglesia Parroquial de Gantschier, Austria: 5 vitrales en vidrio-cemento
- 1961/63: Iglesia Parroquial Saint Louis, Washington D.C., EE. UU.: 2 vitrales en vidrio-cemento
- 1962/63: Iglesia Parroquial Jesús Obrero, Lima: Mural abstracto (140 m²) y 9 vitrales emplomados
- 1964: Colegio Beata Imelda, Chosica: Mosaico en piedra mármol
- 1964/66: Iglesia Parroquial de Nª Señora de Guadalupe, Lima: 4 vitrales en vidrio-cemento, 3 vitrales emplomados y una franja de vitrales en el baptisterio
- 1962/63: Iglesia Parroquial Holy Infant of Prague, Jacksonville, EE. UU.: 4 vitrales grandes y 16 pequeños en vidrio-cemento y 4 franjas de vitrales emplomados
- 196/68: Iglesia Parroquial San Antonio de Padua, Lima: 4 vitrales en vidrio-cemento, 1 vitral emplomado y 8 pequeños vitrales abstractos en vidrio-cemento en los confesionarios
- 1966/72: Templo Votivo Nacional, Maipú, Chile: 30 vitrales en vidrio-cemento y 10 vitrales emplomados
- 1969/72: Iglesia Parroquial Our Lady of Mercy, Winston Salem, EE. UU.: 7 vitrales en vidrio-cemento
- 1971/73: Santuario de Nª Señora de las Mercedes, Paita, Perú: 8 vitrales en vidrio-cemento
- 1973: Sala de computadoras de IBM del Perú, Lima: 8 vitrales en vidrio-cemento
- 1975: Iglesia Parroquial Nª Señora del Carmen, Carmel (Indiana), EE. UU.: 10 vitrales en vidrio-cemento
- 1979: Capilla de la Pontificia Universidad Católica del Perú, Fundo Pando, Lima: Vitral en vidrio-cemento
- 1979: Iglesia Parroquial Nª Señora del Carmen, Lima: 10 vitrales en vidrio-cemento
- 1983: Iglesia del Guaico, Guaranda, Ecuador: Rosetón y 10 vitrales en vidrio-cemento
- 1985/96: Iglesia Parroquial San Francisco de Borja, Lima: Mosaico en piedra mármol y 9 vitrales en vidrio-cemento
- 1986/99: Iglesia Luterana Versöhnungskirche, Tuttlingen, Alemania: 1 vitral en vidrio-cemento y 3 vitrales emplomados
- 1990: Capilla del Foyer de Charité Santa Rosa, Ñaña, Perú: Vitral en vidrio-cemento

## Premios y distinciones
- En 1965 obtuvo una condecoración del Gobierno Peruano por su labor artística y educativa durante 25 años en el Perú.
- En 1966 recibió la Gran Cruz de Honor por Ciencias y Artes de Primera Clase de la República de Austria. Recibió también el premio anual del Círculo de Críticos de Arte de Santiago de Chile.

- Obtuvo el premio de la 6ª Bienal de Pintura Tecnoquímica (1969-1971), Lima, por su obra plástica.

- Fue nombrado profesor honorario de la Facultad de Filosofía y Ciencias de la Educación de la Universidad Católica de Chile.

- En 1976 recibió la condecoración “El Laurel de Oro” del Künstlerhaus de Viena.

- Se organiza una gran retrospectiva por sus 70 años, organizado por la Pontificia Universidad Católica del Perú (PUCP), en el Museo de Arte Italiano en Lima, en diciembre del mismo año es nombrado Profesor Emérito de la PUCP, en reconocimiento de sus destacadas labores como profesor y director fundador de la Academia de arte.

- En 1989 recibió del Ministerio de Educación la Orden de las Palmas Magisteriales en el Grado de Amauta por sus labores como pedagogo.
- En 1993 recibe la Orden del Sol del Perú en el Grado de Comendador.
- En 2012, Southern Copper (Perú) y la PUCP, resolvieron crear la Medalla Adolfo Winternitz Wurmser, como una tercera distinción a formar parte constituyente del Premio Southern-Perú, para con él reconocer y destacar la trayectoria y los aportes significativos, en función de su importancia para el Perú, realizados por personalidades relevantes, en las distintas manifestaciones de las artes plásticas, escénicas y musicales.[2]